# For the Record
Albums de Torae
Daily Conversation
(2008)
For the Record est le deuxième album studio de Torae, sorti le 8 novembre 2011.

## Liste des titres
| No  | Titre                                    | Contient un (des) sample(s) de | Durée |
| --- | ---------------------------------------- | --- | ----- |
| 1.  | Intro                                    | | 1:43  |
| 2.  | Alive (featuring Wes)                    | | 3:49  |
| 3.  | You Ready                                | | 4:16  |
| 4.  | What It Sound Like (featuring Pav Bundy) | | 3:43  |
| 5.  | Shakedown                                | Love Blind de Martha Reeves | 3:06  |
| 6.  | That Raw                                 | | 4:06  |
| 7.  | Do the Math                              | Life As... de LL Cool J Capture (Militia Pt. 3) de Gang Starr featuring Big Shug et Freddie Foxxx                                                                                           | 4:00  |
| 8.  | Changes                                  | | 1:54  |
| 9.  | Over You (featuring Wes)                 | God Made Me Funky des Headhunters | 3:52  |
| 10. | Imagine                                  | | 3:01  |
| 11. | Only Way (Interlude)                     | | 0:52  |
| 12. | For the Record                           | Eclipse d'Ahmad Jamal 4, 3, 2, 1 de LL Cool J et Canibus featuring Method Man, Redman et DMX Likwit des Alkaholiks featuring King Tee What's Happenin' de Method Man featuring Busta Rhymes | 3:41  |
| 13. | Thank You                                | Thank You Baby de Betty Wright | 3:39  |
| 14. | Reflection                               | | 3:38  |
| 15. | Panorama (featuring Mela Machinko)       | | 3:18  |